# Лінч (Небраска)
Лінч (англ. Lynch) — селище (англ. village) в США, в окрузі Бойд штату Небраска. Населення — 194 особи (2020).

## Географія
Лінч розташований за координатами 42°49′52″ пн. ш. 98°28′1″ зх. д. / 42.83111° пн. ш. 98.46694° зх. д. (42.831216, -98.466854).  За даними Бюро перепису населення США в 2010 році селище мало площу 1,38 км², уся площа — суходіл.

### Клімат
| Клімат : Лінч         | Клімат : Лінч | Клімат : Лінч | Клімат : Лінч | Клімат : Лінч | Клімат : Лінч | Клімат : Лінч | Клімат : Лінч | Клімат : Лінч | Клімат : Лінч | Клімат : Лінч | Клімат : Лінч | Клімат : Лінч | Клімат : Лінч |
| Показник              | Січ.          | Лют.          | Бер.          | Квіт.         | Трав.         | Черв.         | Лип.          | Серп.         | Вер.          | Жовт.         | Лист.         | Груд.         | Рік           |
| Середній максимум, °C | 1,1           | 2,2           | 9,4           | 16,7          | 22,8          | 27,8          | 31,1          | 30,6          | 25,6          | 18,9          | 9,4           | 2,2           | 16,1          |
| Середній мінімум, °C  | −13,3         | −12,2         | −5,6          | 0,6           | 7,2           | 12,8          | 16,1          | 15,0          | 8,9           | 1,7           | −5,6          | −11,7         | 1,1           |
| Норма опадів, мм      | 13            | 20            | 38            | 69            | 86            | 94            | 76            | 71            | 58            | 43            | 20            | 15            | 602           |
| --------------------- | ------------- | ------------- | ------------- | ------------- | ------------- | ------------- | ------------- | ------------- | ------------- | ------------- | ------------- | ------------- | ------------- |
| Джерело: Weatherbase  |               |               |               |               |               |               |               |               |               |               |               |               |               |

## Демографія
Згідно з переписом 2010 року, у селищі мешкало 245 осіб у 125 домогосподарствах у складі 64 родин. Густота населення становила 177 осіб/км².  Було 179 помешкань (129/км²).
Расовий склад населення:
| - 94,3 % — білих - 0,8 % — вихідців з тихоокеанських островів - 0,8 % — корінних американців - 0,4 % — азіатів |

До двох чи більше рас належало 3,7 %. Частка іспаномовних становила 2,9 % від усіх жителів.
За віковим діапазоном населення розподілялося таким чином: 21,2 % — особи молодші 18 років, 44,5 % — особи у віці 18—64 років, 34,3 % — особи у віці 65 років та старші. Медіана віку мешканця становила 53,5 року. На 100 осіб жіночої статі у селищі припадало 97,6 чоловіків;  на 100 жінок у віці від 18 років та старших — 94,9 чоловіків також старших 18 років.
Середній дохід на одне домашнє господарство  становив 38 336 доларів США (медіана — 30 139), а середній дохід на одну сім'ю — 48 028 доларів (медіана — 38 929). Медіана доходів становила 39 250 доларів для чоловіків та 28 750 доларів для жінок. За межею бідності перебувало 18,8 % осіб, у тому числі 32,2 % дітей у віці до 18 років та 18,5 % осіб у віці 65 років та старших.
Цивільне працевлаштоване населення становило 95 осіб. Основні галузі зайнятості: будівництво — 20,0 %, роздрібна торгівля — 16,8 %, освіта, охорона здоров'я та соціальна допомога — 16,8 %.